# Lợi nhuận trước lãi vay, thuế, khấu hao và khấu trừ dần
Lợi nhuận trước lãi vay, thuế, khấu hao và khấu trừ dần của một công ty (thường được viết tắt là EBITDA, phát âm là /ˈiːbɪtdɑː, -bə-, ˈɛ-/) là một thước đo lợi nhuận của hoạt động kinh doanh cốt lõi, tức là trước khi tính đến tác động của các khoản nợ, nghĩa vụ thuế và chi phí duy trì tài sản. Chỉ số này được tính bằng cách lấy doanh thu trừ đi tất cả chi phí liên quan đến hoạt động kinh doanh (ví dụ: tiền lương, chi phí nguyên liệu, dịch vụ...) nhưng không trừ các khoản sau:
- Sự giảm giá trị tài sản (khấu hao, khấu trừ dần)
- Chi phí vay nợ
- Nghĩa vụ đối với chính phủ

Mặc dù theo chuẩn mực IFRS 16, chi phí thuê tài sản được vốn hóa trên bảng cân đối kế toán (và khấu hao trên báo cáo kết quả hoạt động kinh doanh), nhưng chi phí này thường vẫn được cộng lại vào EBITDA vì được xem là chi phí hoạt động.
Mặc dù EBITDA thường được trình bày trong báo cáo kết quả hoạt động kinh doanh, nó không được coi là một phần của Chuẩn mực Kế toán được chấp nhận chung (GAAP) theo Ủy ban Giao dịch và Chứng khoán Hoa Kỳ (SEC). Do đó, SEC yêu cầu các công ty đăng ký chứng khoán và nộp báo cáo định kỳ phải điều chỉnh và đối chiếu EBITDA với lợi nhuận ròng (Net Income).

## Lịch sử
Khái niệm EBITDA ban đầu được giới thiệu vào những năm 1970 bởi nhà đầu tư tỷ phú John Malone. Ở giai đoạn đầu sự nghiệp, Malone phát triển EBITDA như một công cụ để đánh giá khả năng tạo ra dòng tiền của các công ty viễn thông. Ông ủng hộ việc sử dụng EBITDA thay cho các chỉ số truyền thống như Lợi nhuận trên mỗi cổ phiếu (EPS), cho rằng EBITDA phản ánh chính xác hơn hiệu quả tài chính của các doanh nghiệp có tốc độ tăng trưởng cao và thâm dụng vốn. Ban đầu, Malone sử dụng EBITDA để thu hút các nhà cho vay và nhà đầu tư, xem nó như một yếu tố then chốt trong chiến lược tăng trưởng của mình. Bằng cách tập trung vào EBITDA, ông chứng minh khả năng tạo ra dòng tiền của công ty đồng thời tận dụng hiệu quả đòn bẩy nợ và tái đầu tư lợi nhuận để giảm thiểu thuế — một cách tiếp cận định hình triết lý đầu tư của ông.
EBITDA trở nên phổ biến trở lại trong thời kỳ bùng nổ dot-com, khi được sử dụng rộng rãi như một thước đo đánh giá sức khỏe tài chính của các công ty công nghệ đang mở rộng nhanh chóng.

## Cách sử dụng và các ý kiến chỉ trích
EBITDA được sử dụng rộng rãi khi đánh giá hiệu quả hoạt động của một công ty. Chỉ số này hữu ích để xác định lợi nhuận cốt lõi từ hoạt động kinh doanh, tức là doanh nghiệp tạo ra bao nhiêu lợi nhuận từ việc cung cấp dịch vụ, bán hàng hóa trong một khoảng thời gian nhất định. Phân tích này giúp đánh giá lợi nhuận thuần từ hoạt động kinh doanh, vì các khoản chi phí bị loại trừ khỏi phép tính EBITDA chủ yếu không phụ thuộc vào hoạt động kinh doanh, bao gồm:
- Chi phí lãi vay (phụ thuộc vào cấu trúc tài chính của công ty)
- Thuế (phụ thuộc vào quy định pháp luật và mức lãi vay)
- Khấu hao (phụ thuộc vào tài sản và chính sách khấu hao được chọn)
- Khấu trừ dần (liên quan đến lịch sử mua bán, tác động đến lợi thế thương mại - goodwill)

EBITDA cũng được sử dụng phổ biến để định giá các công ty tư nhân và công ty niêm yết (ví dụ: nói công ty giao dịch ở mức gấp x lần EBITDA, nghĩa là giá trị công ty tính theo giá cổ phiếu bằng x lần EBITDA). Để phản ánh lợi nhuận cốt lõi chính xác hơn, EBITDA thường được điều chỉnh loại bỏ các khoản chi phí bất thường, tức là chi phí công ty tin rằng không xảy ra thường xuyên. Những điều chỉnh này có thể bao gồm:
- Chi phí nợ xấu
- Khoản dàn xếp pháp lý
- Chi phí cho các thương vụ mua lại
- Các khoản đóng góp từ thiện
- Lương của chủ sở hữu hoặc thành viên gia đình.[9][10]

Chỉ số sau điều chỉnh này được gọi là EBITDA điều chỉnh (Adjusted EBITDA) hoặc EBITDA trước các khoản ngoại lệ. 

### Ý nghĩa và hạn chế
- EBITDA âm cho thấy doanh nghiệp gặp vấn đề nghiêm trọng về lợi nhuận.
- EBITDA dương không đảm bảo rằng doanh nghiệp tạo ra dòng tiền thực, vì dòng tiền phụ thuộc vào:
  - Chi phí vốn (CapEx) để thay thế tài sản hư hỏng
  - Thuế
  - Lãi vay
  - Biến động vốn lưu động

Mặc dù hữu ích, không nên chỉ dựa vào EBITDA để đánh giá hiệu quả công ty. Điểm chỉ trích lớn nhất đối với EBITDA là nó bỏ qua nhu cầu chi tiêu vốn (CapEx) để duy trì tài sản – điều kiện cần để tạo ra EBITDA. Warren Buffett từng châm biếm:
“Ban lãnh đạo có nghĩ rằng bà tiên răng trả tiền cho chi phí vốn không?”
Giải pháp thường được dùng là đánh giá theo chỉ số EBITDA – Chi phí vốn (CapEx).

## Biên lợi nhuận (Margin)
EBITDA margin là tỷ lệ giữa EBITDA và tổng doanh thu (hoặc “tổng sản lượng” – “sản lượng” có sự khác biệt với “doanh thu” tùy theo thay đổi trong hàng tồn kho).

## Các biến thể của EBITDA
| Doanh thu (Revenue)                                   | $20,000 |
| ----------------------------------------------------- | ------- |
| Giá vốn hàng bán (COGS)                               | -$8,000 |
| Lợi nhuận gộp (Gross Profit)                          | $12,000 |
| Chi phí bán hàng, quản lý và hành chính (SG&A)        | -$7,000 |
| EBITDA                                                | $5,000  |
| Khấu hao & khấu trừ dần (Depreciation & Amortization) | -$1,500 |
| EBIT (hoặc Lợi nhuận từ hoạt động kinh doanh)         | $3,500  |
| Chi phí lãi vay (Interest expenses)                   | -$300   |
| Lợi nhuận trước thuế (EBT)                            | $3,200  |
| Thuế (Taxes)                                          | -$1,000 |
| Lợi nhuận sau thuế (EAT hoặc Net Income)              | $2,200  |

### EBITA
- Earnings Before Interest, Taxes, and Amortization (Lợi nhuận trước lãi vay, thuế và khấu trừ dần).[12]
- Được tính từ EBITDA trừ đi khấu hao (Depreciation).
- Bao gồm tác động của cơ sở tài sản, nên phản ánh tốt hơn EBITDA nhưng ít được sử dụng rộng rãi.

### EBITDAR
Lợi nhuận trước lãi vay, thuế, khấu hao, khấu trừ dần và chi phí thuê (EBITDAR)

EBITDAR được tính từ EBITDA bằng cách cộng chi phí thuê vào EBITDA. Nó có thể hữu ích khi so sánh hai công ty trong cùng một ngành nhưng có cấu trúc tài sản khác nhau.

Ví dụ, hãy xem xét hai công ty viện dưỡng lão:

- Một công ty thuê cơ sở viện dưỡng lão của mình.
- Công ty kia sở hữu các cơ sở này.

Doanh nghiệp đầu tiên có chi phí thuê được tính trong EBITDA, trong khi công ty thứ hai có chi phí đầu tư vốn (CapEx) thay thế, không được tính trong EBITDA. Vì vậy, so sánh hai doanh nghiệp này dựa trên EBITDA không phải là chỉ số chính xác, và EBITDAR giải quyết vấn đề này.

Các ngành khác áp dụng EBITDAR bao gồm:

- Khách sạn
- Vận tải đường bộ

Liên quan đến EBITDAR là thuật ngữ “EBITDAL”, trong đó “chi phí thuê” (rent costs) được thay bằng “chi phí thuê tài chính” (lease costs).

Lợi nhuận trước lãi vay, thuế, khấu hao, khấu trừ dần và chi phí tái cấu trúc (EBITDAR)

Một số công ty sử dụng EBITDAR trong đó chữ “R” chỉ chi phí tái cấu trúc. Mặc dù việc phân tích lợi nhuận trước chi phí tái cấu trúc cũng hữu ích, nhưng chỉ số này tốt hơn nên được gọi là “EBITDA điều chỉnh (adjusted EBITDA)”.

### EBIDA
Earnings Before Interest, Depreciation, and Amortization (Lợi nhuận trước lãi vay, khấu hao và khấu trừ dần), loại bỏ thuế. Được coi là thước đo bảo thủ hơn vì ít giả định hơn. Không phải là chuẩn GAAP và không được chuẩn hóa cách tính.

### EBIDAX
Earnings Before Interest, Depreciation, Amortization, and Exploration (Lợi nhuận trước lãi vay, khấu hao, khấu trừ dần và chi phí thăm dò).
Dùng cho ngành dầu khí hoặc khai khoáng, nhằm loại bỏ chi phí thăm dò để so sánh chính xác hơn giữa các công ty.

### OIBDA
Operating Income Before Depreciation and Amortization (Lợi nhuận từ hoạt động trước khấu hao và khấu trừ dần).
Khác với EBITDA vì bắt đầu từ lợi nhuận hoạt động (không bao gồm thu nhập ngoài hoạt động).
Về mặt lịch sử, OIBDA được tạo ra để loại bỏ tác động của các khoản ghi giảm giá trị (write-downs) do chi phí một lần, và để cải thiện tính so sánh cho các nhà phân tích khi so sánh với EBITDA của kỳ trước, làm rõ hiệu quả hoạt động cốt lõi. Ví dụ: Time Warner đã chuyển sang báo cáo OIBDA theo từng bộ phận sau khi có các khoản ghi giảm và chi phí phát sinh từ việc công ty sáp nhập vào AOL.

### EBITDAC
Earnings Before Interest, Taxes, Depreciation, Amortization, and Coronavirus (Lợi nhuận trước lãi vay, thuế, khấu hao, khấu trừ dần và tác động của Đại dịch COVID-19).
EBITDAC là một trường hợp đặc biệt của EBITDA điều chỉnh (adjusted EBITDA).
Vào ngày 13 tháng 5 năm 2020, tờ Financial Times cho biết tập đoàn sản xuất Đức Schenck Process là công ty châu Âu đầu tiên sử dụng thuật ngữ này trong báo cáo quý của họ. Công ty đã cộng thêm 5,4 triệu euro lợi nhuận của quý đầu năm 2020 mà họ cho rằng sẽ đạt được nếu không bị ảnh hưởng bởi “việc thiếu biên lợi nhuận đóng góp và khả năng hấp thụ chi phí giảm do nhận được hỗ trợ tài chính trực tiếp từ nhà nước, chủ yếu ở Trung Quốc cho đến nay”.
Các công ty khác cũng áp dụng thước đo EBITDAC này, cho rằng các lệnh phong tỏa do nhà nước áp đặt và sự gián đoạn chuỗi cung ứng đã làm sai lệch khả năng sinh lợi thực tế của họ, và EBITDAC sẽ cho thấy họ tin rằng mình sẽ kiếm được bao nhiêu nếu không có sự xuất hiện của coronavirus.
Giống như các dạng EBITDA điều chỉnh khác, điều này có thể là một công cụ hữu ích để phân tích các công ty nhưng không nên sử dụng như công cụ duy nhất.